# 佐野村 (岐阜県稲葉郡)
佐野村（さのむら）は、かつて岐阜県稲葉郡に存在した村である。
現在の岐阜市佐野などに該当する。
発足時は方県郡の村であったが、郡の合併により稲葉郡の村となっている。

## 歴史
- 1889年（明治22年）7月1日 - 町村制により佐野村発足。
- 1897年（明治30年）4月1日[1] - 方県郡が分割され、稲葉郡、山県郡、本巣郡の一部になる。当村は稲葉郡の村となる。
- 1897年（明治30年）4月1日 - 安食村、石谷村、岩利村、彦坂村と合併し、方県村が発足。同日佐野村は廃止。